# Vidkun Quisling
Vidkun Abraham Lauritz Jonssøn Quisling, més conegut com a   Vidkun Quisling  (noruec: Vidkun Abraham Lauritz Jonssøn Quisling) (pronunciació en noruec: /ˈʋɪdkʉn ˈkʋɪʃlɪŋ/) (Fyresdal, 18 de juliol de 1887 - fortalesa d'Akershus, 24 d'octubre de 1945), fou un polític noruec, conegut pel seu col·laboracionisme amb els invasors nazis durant la Segona Guerra Mundial. El seu nom esdevingué un epònim de traïdor.
Agregat militar a la Unió Soviètica entre 1927 i 1929, va passar a ser ministre de defensa el 1931 com a membre del Partit Agrari. Inspirat pel nazisme creà el Nasjonal Samling (Partit de la Unió Nacional). El 1940, després de la invasió de Noruega per part d'Alemanya, col·laborà activament amb les autoritats alemanyes després d'haver intentat assumir el poder mitjançant un fallit cop d'estat. El 1942 fou nomenat cap del govern. El 1945, un cop retornat el govern a l'exili, va ser condemnat a mort per delicte d'alta traïció i afusellat a la fortalesa d'Akershus.

## Biografia
Vidkun Quisling va néixer el 18 de juliol de 1887 a la localitat de Fyresdal, al comtat de Telemark. Era fill del matrimoni format per Jon Lauritz Quisling, pastor de l'Església de Noruega i genealogista, i la seva esposa, Anna Caroline Bang.
Es va graduar com a cadet a l'Acadèmia Militar de Noruega el 1911, i va arribar al rang de comandant a l'Exèrcit Noruec. Posteriorment, va treballar amb Fridtjof Nansen a l'URSS durant la fam dels anys 20. També fou Ministre de Defensa en els governs agraris entre 1931 i 1933.
El 17 de maig de 1933, Dia de la Constitució noruega, Quisling i l'advocat Johan Bernhard Hjort formaren el Nasjonal Samling (“Unitat Nacional”), partit de tendències feixistes i nacional-socialistes. En la seva primera contesa electoral, el 1933, va obtenir uns resultats molt modests: 27.850 vots, que representaven aproximadament el 2% de l'electorat noruec d'aleshores.
Després d'aquests pobres resultats, a partir de 1935 Quisling va variar la línia del partit, abandonant el conservadorisme religiós per una línia més pro-nazi i antisemita. Això li suposà una pèrdua de suports de l'Església, i en les eleccions de 1936 el partit aconseguí encara menys vots que l'any 1933. El partit esdevingué cada vegada més extremista, i els militants minvarem fins als 2.000 membres estimats abans de la invasió alemanya, però ascendiren a 45.000 durant l'ocupació nazi.
El 9 d'abril de 1940, Quisling donà un cop d'estat, declarant un govern ad hoc durant la confusió de la invasió alemanya, esperant que els invasors li donessin suport. El rei Haakon VII i el govern fugiren a l'exili a Londres i Quisling va témer que tota l'energia política acabés en mans alemanyes, en perjudici de la població noruega.
Quisling havia visitat a Adolf Hitler a Alemanya un any abans, però no va impressionar el líder nazi, ans al contrari. Per això Hitler nomenà Joseph Terboven com a Reichskommissar, el funcionari de més alt rang de les forces d'ocupació a Noruega. La relació entre Quisling i Terboven fou molt tensa, malgrat que aquest, veient que probablement seria un avantatge tenir un noruec en una posició preeminent amb vistes a reduir el ressentiment entre la població, nomenà a Quisling Ministre de la Presidència el 1942. Finalment, l'1 de febrer d'aquell mateix any, Quisling fou nomenat màxim dirigent de la Noruega ocupada.
Quisling romangué en el càrrec fins que l'arrestaren el 9 de maig de 1945 en una mansió en Bygdøy, a Oslo. La casa, ara anomenada Vila Gran, és avui un museu dedicat a les víctimes de l'Holocaust.
Quisling, juntament amb els altres líders del Nasjonal Samling, fou condemnat per alta traïció i executat l'octubre de 1945. Fou acusat per les seves accions durant la guerra, pel cop d'estat d'abril de 1940, la revocació de l'ordre de la mobilització, els seus nombrosos estímuls als noruecs a servir voluntàriament en la Wehrmacht i les Waffen-SS, la seva col·laboració amb la deportació dels jueus, la seva responsabilitat en l'execució de patriotes noruecs, etc.
Maria Vasilijevna, esposa russa de Quisling, va viure a Oslo fins a la seva mort l'any 1980. No varen tenir fills.